# Stražnjica
Stražnjica (latinski: Nates, Clunium, Regio glutea, Regio glutealis; vulgarno hrvatski: guzica) su meka tkiva u obliku dvije polulopte koja pokrivaju posteriorne i lateralne površine zdjelice. Sastoji se od glutealnih mišića, potkožnog tkiva i kože. Stražnjica je karakteristična za anatomiju primata (i ljudi), a javlja se i kod mnogih drugih dvonožnih i četvoronožnih životinja. Fiziološki, omogućuje prenošenje tjelesne mase pri sjedenju.
Muška i ženska stražnjica značajno se anatomski razlikuju. Krila ilijuma su više raširena kod žena (90-100°) nego kod muškaraca (70-75°). Ženska zdjelica je proporcionalno šira od muške, ali je plića. Žene u glutealnoj regiji akumuliraju više tjelesne masti. Postoje i spolne razlike u uzajamnom položaju bedara i zdjelice, koje su posljedica različitog kuta pod kojim bedrena kost naleže na acetabulum (40° kod muškaraca, 45° kod žena).
Stražnjica suprotnog spola je obično spolno vrlo privlačan dio tijela i muškarcima i ženama. 

## Galerija
- Veliki stražnjični mišić
- Steatopigija kod Hotentota
- Kip Venere Kalipigos (Venere s lijepom stražnjicom) iz 1. st. p.n.d.